# Плюш

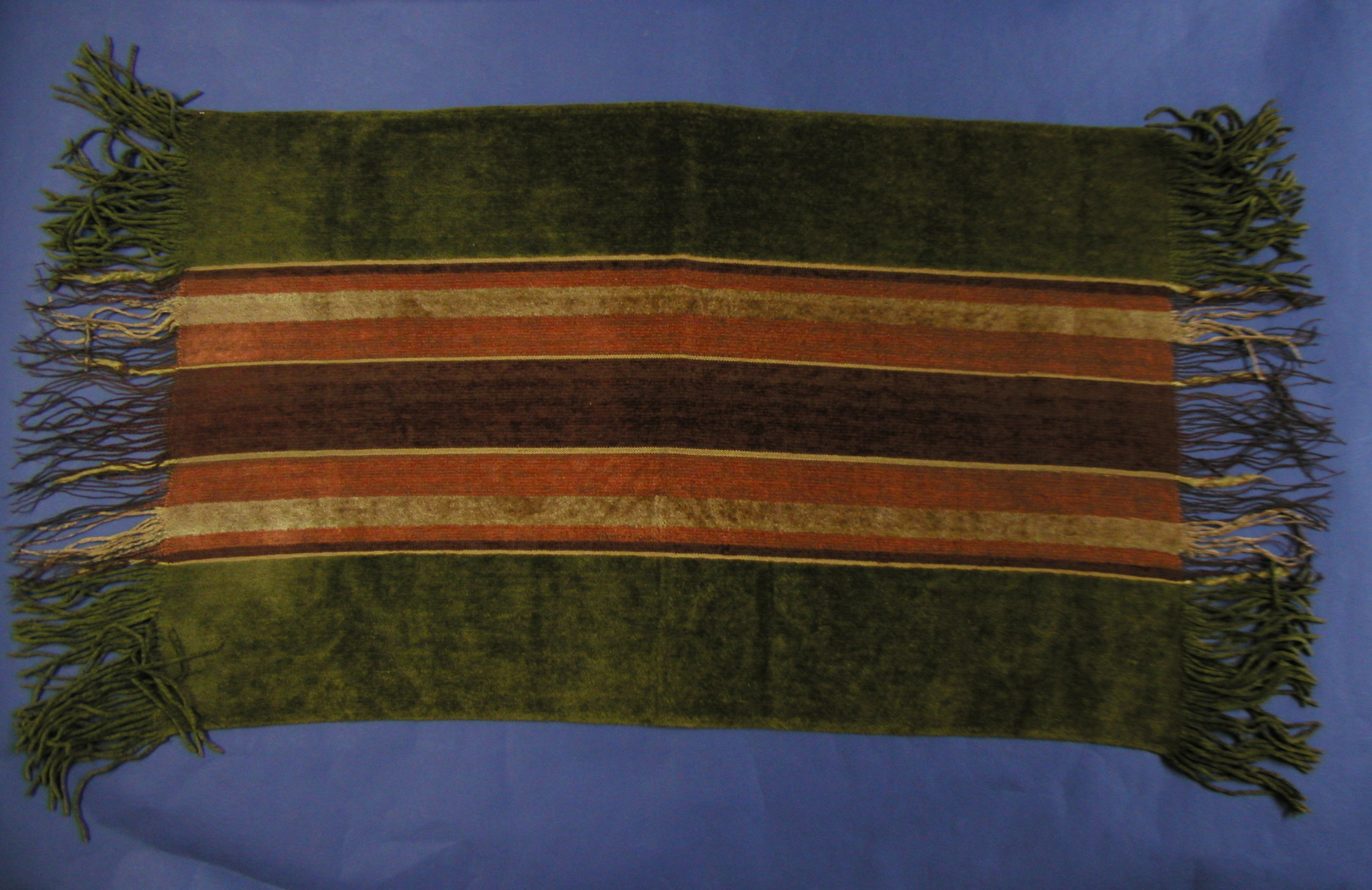
Антимакассар из плюша

Плюш (фр. peluche) — ткань с длинным (до 8 мм) ворсом на лицевой стороне, разновидность бархата. Ворс бывает шелковый, шерстяной, хлопчатобумажный или из синтетических волокон, таких как полиэстер. Само же полотно всегда сделано из хлопчатобумажной ткани. Используется для декоративных целей, шитья женской одежды, маскарадных и театральных костюмов, обивки мебели, изредка — обтяжки салонов автомобилей. Из плюша делается плюшевый мишка и другие детские игрушки. Плюш является одним из основных материалов для изготовления заказных дизайнерских игрушек, потому что он мягкий и приятный на ощупь. Его ворс располагается по всей ткани или на отдельных участках. По сравнению с бархатом ворс у плюша менее густой и более высокий. В зависимости от вида волокон плюш может быть разрезным (напоминает бархат), петельным, односторонним, двусторонним. По отделке ткань разделяется на гладкую, рисунчатую, тисненую, фасонную.